# تاکیگاوا کاتسوتوشی
تاکیگاوا کاتسوتوشی (به ژاپنی: 滝川 雄利 たきがわ かつとし)؛ (تولد ۱۵۴۳ – مرگ ۱۶۱۰) یک سامورایی، دایمیو، صاحب قلعه کانبه در ولایت ایسه؛ ملازم (قرون وسطی) خاندان اودا، خاندان تویوتومی در دوره سنگوکو و دوره آزوچی-مومویاما اهل ژاپن بود.
هنگامیکه نبرد کوماکی و ناگاکوته آغاز شد،  تویوتومی هیده‌یوشی از وی دعوت شد که به او بپیوندد اما کاتسوتوشی نپذیرفت. کاتسوتوشی به طرفداری از پسر دوم اودا نوبوناگا، اودا نوبوکاتسو به قلعه ماتسوگاشیما وارد شد، و با حمایت هاتوری هانزو که توسط توکوگاوا ایه‌یاسو فرستاده شده بود، وی توانست به مدت ۴۰ روز قلعه را که در محاصره هاشیبا هیده‌ناگا (برادر کوچکتر هیده‌یوشی) درآمده بود، حفظ کند. وی پس از سقوط قلعه و عقب‌نشینی نیز دوباره وارد قلعه هامادا در شمال ولایت ایسه شد. هنگامی که اودا نوبوکاتسو تصمیم به آشتی با هیده‌یوشی گرفت، او از طریق پدر همسرش به هیده‌یوشی نزدیک شد و صلح را تحقق بخشید سپس به عنوان پیام‌آور صلح از طرف هیده‌یوشی به سمت ایه‌یاسو اعزام شد.
در زمان رژیم تویوتومی، نام خانوادگی «هاشیبا» به او داده شد و به عنوان ملازم اودا نوبوکاتسو ادارهٔ شمال ولایت ایسه به او سپرده شد.